# Tour de Normandie 2012
Il Tour de Normandie 2012, trentaduesima edizione della corsa, valido come prova del circuito UCI Europe Tour 2012 categoria 2.2, si svolse in 8 tappe, dal 19 al 25 marzo 2012, su un percorso totale di 998,4 km, con partenza da Saint-Lô e arrivo a Caen. Fu vinto dal francese Jérôme Cousin, del Team Europcar, che terminò la corsa in 23 ore 8 minuti e 15 secondi, alla media di 43,15 km/h.
Al traguardo di Caen 100 dei 143 ciclisti al via conclusero la corsa.

## Tappe
| Tappa  | Data     | Percorso                      | km    | Vincitore di tappa | Leader cl. generale |
| ------ | -------- | ----------------------------- | ----- | ------------------ | ------------------- |
| 1ª     | 19 marzo | Saint-Lô (Cron. individuale)  | 3,4   | Michael Olsson     | Michael Olsson      |
| 2ª     | 20 marzo | Colombelles > Forges-les-Eaux | 200   | Jérôme Cousin      | Jérôme Cousin       |
| 3ª     | 21 marzo | Forges-les-Eaux > Gaillon     | 61    | Ian Wilkinson      | Jérôme Cousin       |
| 4ª     | 21 marzo | Aubevoye > Elbeuf             | 100   | Yoeri Havik        | Jérôme Cousin       |
| 5ª     | 22 marzo | Elbeuf > Flers                | 190   | Erick Rowsell      | Jérôme Cousin       |
| 6ª     | 23 marzo | Domfront > Villers-Bocage     | 156   | Jean-Marc Bideau   | Jérôme Cousin       |
| 7ª     | 24 marzo | Brécey > Bagnoles-de-l'Orne   | 153   | Dion Beukeboom     | Jérôme Cousin       |
| 8ª     | 25 marzo | Bagnoles-de-l'Orne > Caen     | 135   | Benoît Drujon      | Jérôme Cousin       |
| Totale | Totale   | Totale                        | 998,4 |                    |                     |

## Squadre e corridori partecipanti
Parteciparono alla competizione ventiquattro squadre composte al più da sei ciclisti. Due, la Europcar e la Bretagne-Schuller, erano le formazioni di categoria Professional Continental, sedici quelle di categoria Continental, cinque quelle di categoria Elite/Under-23. Completava la lista dei partenti una selezione della Nazionale britannica.
| N.      | Cod. | Squadra                            |
| ------- | ---- | ---------------------------------- |
| 1-6     | EDR  | Endura Racing                      |
| 11-16   | EUC  | Team Europcar                      |
| 21-26   | RB3  | Rabobank Continental Team          |
| 31-36   | BSC  | Bretagne-Schuller                  |
| 41-46   | WBC  | Wallonie Bruxelles-Crédit Agricole |
| 51-56   | AUB  | Auber 93                           |
| 61-66   | RCS  | Rapha Condor-Sharp                 |
| 71-76   | LET  | Leopard-Trek Continental Team      |
| 81-86   | VRU  | Véranda Rideau-Super U             |
| 91-96   | NOG  | CC Nogent-sur-Oise                 |
| 101-106 | OPH  | EFC-Omega Pharma-Quickstep         |
| 111-116 | AS2  | Continental Team Astana            |

| N.      | Cod. | Squadra                        |
| ------- | ---- | ------------------------------ |
| 121-126 | GBR  | Nazionale britannica           |
| 131-136 | TIK  | Itera-Katusha                  |
| 141-146 | VCR  | VC Rouen 76                    |
| 151-156 | TJM  | Joker-Merida                   |
| 161-166 | RIJ  | Cyclingteam de Rijke           |
| 171-176 | TLS  | Bontrager-Livestrong Team      |
| 181-186 | LBE  | Lotto-Belisol U23              |
| 191-196 | CSA  | CSA des Loges                  |
| 201-206 | TCC  | Team Cykelcity.se              |
| 211-216 | GLU  | Glud & Marstrand-LRØ           |
| 221-226 | KOG  | Koga Cycling Team              |
| 231-236 | CDT  | Chipotle-First Solar Dev. Team |

## Dettagli delle tappe

### 1ª tappa
- 19 marzo: Saint-Lô – Cronometro individuale – 3,4 km

Risultati
| Pos. | Corridore        | Squadra       | Tempo |
| ---- | ---------------- | ------------- | ----- |
| 1    | Michael Olsson   | Cykelcity.se  | 4'34" |
| 2    | Jasper Bovenhuis | Rabobank Con. | a 2"  |
| 3    | Thomas Scully    | Chipotle      | a 3"  |

| Pos. | Corridore        | Squadra       | Tempo |
| ---- | ---------------- | ------------- | ----- |
| 1    | Michael Olsson   | Cykelcity.se  | 4'34" |
| 2    | Jasper Bovenhuis | Rabobank Con. | a 2"  |
| 3    | Thomas Scully    | Chipotle      | a 3"  |

### 2ª tappa
- 20 marzo: Colombelles > Forges-les-Eaux – 200 km

Risultati
| Pos. | Corridore          | Squadra      | Tempo    |
| ---- | ------------------ | ------------ | -------- |
| 1    | Jérôme Cousin      | Europcar     | 4h39'11" |
| 2    | Guillaume Malle    | Vér. Rideau  | s.t.     |
| 3    | Alexandr Pliuschin | Leopard-Trek | a 4"     |

| Pos. | Corridore          | Squadra      | Tempo    |
| ---- | ------------------ | ------------ | -------- |
| 1    | Jérôme Cousin      | Europcar     | 4h43'44" |
| 2    | Guillaume Malle    | Vér. Rideau  | a 6"     |
| 3    | Alexandr Pliuschin | Leopard-Trek | a 19"    |

### 3ª tappa
- 21 marzo: Forges-les-Eaux > Gaillon – 61 km

Risultati
| Pos. | Corridore        | Squadra       | Tempo    |
| ---- | ---------------- | ------------- | -------- |
| 1    | Ian Wilkinson    | Endura Racing | 1h15'18" |
| 2    | Ruslan Tileubaev | Cont. Astana  | s.t.     |
| 3    | Johan Lindström  | Cykelcity.se  | s.t.     |

| Pos. | Corridore          | Squadra      | Tempo    |
| ---- | ------------------ | ------------ | -------- |
| 1    | Jérôme Cousin      | Europcar     | 6h00'07" |
| 2    | Guillaume Malle    | Vér. Rideau  | a 6"     |
| 3    | Alexandr Pliuschin | Leopard-Trek | a 19"    |

### 4ª tappa
- 21 marzo: Aubevoye > Elbeuf – 100 km

Risultati
| Pos. | Corridore        | Squadra      | Tempo    |
| ---- | ---------------- | ------------ | -------- |
| 1    | Yoeri Havik      | De Rijke     | 2h17'13" |
| 2    | Ruslan Tileubaev | Cont. Astana | s.t.     |
| 3    | Jérôme Cousin    | Europcar     | s.t.     |

| Pos. | Corridore          | Squadra     | Tempo    |
| ---- | ------------------ | ----------- | -------- |
| 1    | Jérôme Cousin      | Europcar    | 8h17'18" |
| 2    | Guillaume Malle    | Vér. Rideau | a 8"     |
| 3    | Alexandr Pliuschin | Leopard     | a 21"    |

### 5ª tappa
- 22 marzo: Elbeuf > Flers – 190 km

Risultati
| Pos. | Corridore           | Squadra       | Tempo    |
| ---- | ------------------- | ------------- | -------- |
| 1    | Erick Rowsell       | Endura Racing | 4h21'14" |
| 2    | Andrej Solomennikov | Itera-Katusha | a 9"     |
| 3    | Wesley Kreder       | Rabobank Con. | s.t.     |

| Pos. | Corridore          | Squadra     | Tempo     |
| ---- | ------------------ | ----------- | --------- |
| 1    | Jérôme Cousin      | Europcar    | 12h38'41" |
| 2    | Guillaume Malle    | Vér. Rideau | a 8"      |
| 3    | Alexandr Pliuschin | Leopard     | a 21"     |

### 6ª tappa
- 23 marzo: Domfront > Villers-Bocage – 156 km

Risultati
| Pos. | Corridore        | Squadra       | Tempo    |
| ---- | ---------------- | ------------- | -------- |
| 1    | Jean-Marc Bideau | Bretagne      | 3h39'27" |
| 2    | Johan Le Bon     | Bretagne      | s.t.     |
| 3    | Dylan van Baarle | Rabobank Con. | a 26"    |

| Pos. | Corridore          | Squadra     | Tempo     |
| ---- | ------------------ | ----------- | --------- |
| 1    | Jérôme Cousin      | Europcar    | 16h18'47" |
| 2    | Guillaume Malle    | Vér. Rideau | a 8"      |
| 3    | Alexandr Pliuschin | Leopard     | a 21"     |

### 7ª tappa
- 24 marzo: Brécey > Bagnoles-de-l'Orne – 153 km

Risultati
| Pos. | Corridore        | Squadra       | Tempo    |
| ---- | ---------------- | ------------- | -------- |
| 1    | Dion Beukeboom   | De Rijke      | 3h32'11" |
| 2    | Erick Rowsell    | Endura Racing | s.t.     |
| 3    | Jasper Bovenhuis | Rabobank Con. | a 30"    |

| Pos. | Corridore          | Squadra     | Tempo     |
| ---- | ------------------ | ----------- | --------- |
| 1    | Jérôme Cousin      | Europcar    | 19h51'28" |
| 2    | Guillaume Malle    | Vér. Rideau | a 8"      |
| 3    | Alexandr Pliuschin | Leopard     | a 21"     |

### 8ª tappa
- 25 marzo: Bagnoles-de-l'Orne > Caen – 135 km

Risultati
| Pos. | Corridore       | Squadra       | Tempo    |
| ---- | --------------- | ------------- | -------- |
| 1    | Benoît Drujon   | Auber 93      | 3h16'47" |
| 2    | Jonathan McEvoy | Endura Racing | s.t.     |
| 3    | Guillaume Blot  | Bretagne      | s.t.     |

| Pos. | Corridore          | Squadra     | Tempo     |
| ---- | ------------------ | ----------- | --------- |
| 1    | Jérôme Cousin      | Europcar    | 23h08'15" |
| 2    | Guillaume Malle    | Vér. Rideau | a 8"      |
| 3    | Alexandr Pliuschin | Leopard     | a 21"     |

## Evoluzione delle classifiche
| Tappa              | Vincitore          | Classifica generale | Classifica scalatori | Classifica a punti | Classifica sprint  | Classifica giovani | Classifica a squadre      |
| ------------------ | ------------------ | ------------------- | -------------------- | ------------------ | ------------------ | ------------------ | ------------------------- |
| 1ª                 | Michael Olsson     | Michael Olsson      | non assegnata        | Michael Olsson     | non assegnata      | Jasper Bovenhuis   | Bontrager Livestrong Team |
| 2ª                 | Jérôme Cousin      | Jérôme Cousin       | Jérôme Cousin        | Jérôme Cousin      | Guillaume Malle    | Jasper Bovenhuis   | Veranda Rideau-Super U    |
| 3ª                 | Ian Wilkinson      | Jérôme Cousin       | Jérôme Cousin        | Jérôme Cousin      | Guillaume Malle    | Jasper Bovenhuis   | Veranda Rideau-Super U    |
| 4ª                 | Yoeri Havik        | Jérôme Cousin       | Jérôme Cousin        | Ruslan Tileubaev   | Guillaume Malle    | Jasper Bovenhuis   | Veranda Rideau-Super U    |
| 5ª                 | Erick Rowsell      | Jérôme Cousin       | Ruslan Tileubaev     | Ruslan Tileubaev   | Guillaume Malle    | Jasper Bovenhuis   | Team Europcar             |
| 6ª                 | Jean-Marc Bideau   | Jérôme Cousin       | Ruslan Tileubaev     | Ruslan Tileubaev   | Guillaume Malle    | Johan Le Bon       | Bretagne-Schuller         |
| 7ª                 | Dion Beukeboom     | Jérôme Cousin       | Ruslan Tileubaev     | Ruslan Tileubaev   | Nick van der Lijke | Johan Le Bon       | Bretagne-Schuller         |
| 8ª                 | Benoît Drujon      | Jérôme Cousin       | Ruslan Tileubaev     | Ruslan Tileubaev   | Johan Landström    | Johan Le Bon       | Bretagne-Schuller         |
| Classifiche finali | Classifiche finali | Jérôme Cousin       | Ruslan Tileubaev     | Ruslan Tileubaev   | Johan Landström    | Johan Le Bon       | Bretagne-Schuller         |

## Classifiche finali

### Classifica generale
| Pos. | Corridore          | Squadra       | Tempo     |
| ---- | ------------------ | ------------- | --------- |
| 1    | Jérôme Cousin      | Europcar      | 23h08'15" |
| 2    | Guillaume Malle    | Véranda Rid.  | a 8"      |
| 3    | Alexandr Pliuschin | Leopard       | a 21"     |
| 4    | Ruslan Tileubaev   | Cont. Astana  | a 1'21"   |
| 5    | Gaël Malacarne     | Bretagne      | a 1'31"   |
| 6    | Johan Le Bon       | Bretagne      | a 1'43"   |
| 7    | Erick Rowsell      | Endura Racing | a 1'49"   |
| 8    | Dion Beukeboom     | De Rijke      | a 1'53"   |
| 9    | Jean-Marc Bideau   | Bretagne      | a 1'58"   |
| 10   | Dylan van Baarle   | Rabobank Con. | a 2'09"   |

### Classifica a punti
| Pos. | Corridore        | Squadra       | Punti |
| ---- | ---------------- | ------------- | ----- |
| 1    | Ruslan Tileubaev | Cont. Astana  | 79    |
| 2    | Jasper Bovenhuis | Rabobank Con. | 64    |
| 3    | Jérôme Cousin    | Europcar      | 54    |
| 4    | Yoeri Havik      | De Rijke      | 53    |
| 5    | Erick Rowsell    | Endura Racing | 45    |

### Classifica scalatori
| Pos. | Corridore          | Squadra      | Punti |
| ---- | ------------------ | ------------ | ----- |
| 1    | Ruslan Tileubaev   | Cont. Astana | 40    |
| 2    | Jérôme Cousin      | Europcar     | 21    |
| 3    | Alexandr Pliuschin | Leopard      | 12    |
| 4    | Guillaume Malle    | Véranda Rid. | 11    |
| 5    | Gerry Druyts       | EFC-Omega P. | 11    |

### Classifica giovani
| Pos. | Corridore        | Squadra       | Tempo     |
| ---- | ---------------- | ------------- | --------- |
| 1    | Johan Le Bon     | Bretagne      | 23h09'58" |
| 2    | Erick Rowsell    | Endura Racing | a 6"      |
| 3    | Dylan van Baarle | Rabobank Con. | a 26"     |
| 4    | Jasper Stuyven   | Bontrager     | a 43"     |
| 5    | Wesley Kreder    | Rabobank Con. | a 50"     |